# Nowshera
Nowshera – miasto w Pakistanie, w prowincji Chajber Pasztunchwa. W 2017 roku liczyło 120 275 mieszkańców.